# 카자흐스탄-파키스탄 관계
카자흐스탄-파키스탄 관계는 카자흐스탄과 파키스탄 간의 양자 관계를 말한다. 파키스탄은 1991년 12월, 카자흐스탄이 독립을 달성했을 때 이를 인정한 최초의 몇 안 되는 국가 중 하나였다. 양국 간 외교 관계는 1992년 누르술탄 나자르바예프 카자흐스탄 대통령의 파키스탄 공식 방문 중에 수립되었다.
파키스탄과 카자흐스탄은 세계 문제에 대한 공통된 접근 방식뿐 아니라 상호 이해, 무슬림 형제단, 서로에 대한 호의에 기반한 우호 관계를 유지하고 있다.
2015년, 나자르바예프 대통령은 "나는 파키스탄이 우리의 독립 운동을 가장 먼저 지지한 나라 중 하나라는 것을 결코 잊지 않을 것이다"라고 직접 언급했다. 카자흐스탄은 내륙국이기 때문에, 파키스탄은 유라시아 중심부를 아라비아해와 남아시아와 연결하는 자연스러운 육상 경로 및 연결성을 제공한다.
카자흐스탄은 파키스탄산 제품의 신흥 시장이며, 양국은 다양한 분야에서 35건 이상의 양해각서를 체결하고 있다.

## 역사
오늘날의 파키스탄과 카자흐스탄 지역은 고대로부터 연결되어 있었다. 카자흐스탄과 파키스탄 모두 고대 실크로드를 통해 상호 연결되어 있었다. 역사적 유대에 따라, 카자흐스탄을 포함한 중앙아시아는 현대 파키스탄에 큰 영향을 끼쳤다.
1920년부터 1939년 사이, 많은 카자흐인들이 소련의 탄압에 의해 인도로 이주하였다. 이에 대응하여, 파키스탄의 창시자인 무함마드 알리 진나의 지도 아래 전인도 무슬림 연맹(AIML) 중앙위원회는 1942년 2월 23일, 델리에서 회의를 열고, 카자흐 이주민들의 상황에 대해 깊은 우려와 염려를 표명하는 결의안을 채택하였으며, 당시 정부에 대해 카자흐인들을 위한 적절한 조치와 지원을 요구하였다. 그 결과, 이들은 인도 북서부 지역 (현재 파키스탄의 북부 지역)에 평화롭게 정착하였다.
파키스탄은 카자흐스탄을 가장 먼저 승인한 국가들 중 하나였다. 파키스탄과 카자흐스탄 간의 외교 관계는 1992년 누르술탄 나자르바예프가 이슬라마바드를 방문하면서 더욱 긴밀해졌으며, 이 방문에서 양국 관계 발전의 법적 기초를 마련하는 여러 중요한 문서들이 체결되었다.
파키스탄과 카자흐스탄은 동일한 시간대를 공유한다.